# Circondario degli Haßberge
Il circondario degli Haßberge è uno dei circondari dello stato tedesco della Baviera.
Fa parte del distretto governativo della Bassa Franconia.

## Città e comuni
(Abitanti il 31 dicembre 2023)
| Comuni del circondario | Città 1. Ebern (7 365) 2. Eltmann (5 538) 3. Haßfurt (13 982) 4. Hofheim in Bassa Franconia (5 203) 5. Königsberg i.Bay. (3 614) 6. Zeil a.Main (5 631) | Comuni 1. Aidhausen (1 679) 2. Breitbrunn (1 018) 3. Bundorf (915) 4. Burgpreppach (1 370) 5. Ebelsbach (3 715) 6. Ermershausen (534) 7. Gädheim (1 319) 8. Kirchlauter (1 327) 9. Knetzgau (6 680) 10. Maroldsweisach (3 192) 11. Oberaurach (4 046) 12. Pfarrweisach (1 490) 13. Rauhenebrach (2 837) 14. Rentweinsdorf (1 575) 15. Riedbach (1 744) 16. Sand a.Main (3 109) 17. Stettfeld (1 096) 18. Theres (2 772) 19. Untermerzbach (1 640) 20. Wonfurt (1 980) |